# Sent Avit e Frandat
Sent Avit e Frandat (en francès Saint-Avit-Frandat) és un municipi francès situat al departament del Gers i a la regió d'Occitània.

## Demografia
| 1962                                       | 1968 | 1975 | 1982 | 1990 | 1999 | 2006 |
| ------------------------------------------ | ---- | ---- | ---- | ---- | ---- | ---- |
| 136                                        | 126  | 119  | 113  | 92   | 85   | 109  |
| Des de 1962: població sense dobles comptes |      |      |      |      |      |      |

## Administració
| Període   | Identitat     | Partit |
| --------- | ------------- | ------ |
| 2001-2008 | Gérard Laboup |        |
| 2008-     | Serge Pivetta |        |